# Rodney Elton (2e baron Elton)
Pour les articles homonymes, voir Elton.
Rodney Elton, 2e baron Elton, né le 2 mars 1930 et mort le 19 août 2023, est un homme politique britannique et membre conservateur de la Chambre des lords. 

## Biographie
Il est le fils de Godfrey Elton (1er baron Elton). Il fait ses études au Collège d'Eton et au New College d'Oxford et accède à la pairie à la mort de son père en 1973. 
Entre 1964 et 1967, il est maître à la Loughborough Grammar School. 
Lors de la formation d'un gouvernement conservateur après les élections générales de 1979, Elton est nommé sous-secrétaire d'État parlementaire au bureau d'Irlande du Nord. En 1981, il est transféré au Département de la santé et de la sécurité sociale et en 1982 au Home Office. En 1984, il est promu ministre d'État au ministère de l'Intérieur. En 1985, Elton rejoint le ministère de l'Environnement, à nouveau en tant que ministre d'État, mais quitte le gouvernement l'année suivante. 
Avec l'adoption de la House of Lords Act 1999, Elton et presque tous les autres pairs héréditaires perdent leur droit automatique de siéger à la Chambre des lords. Il est cependant élu comme l'un des quatre-vingt-dix pairs héréditaires élus pour rester à la Chambre des Lords en attendant l'achèvement de la Réforme de la Chambre des Lords. 
Elton est candidat pour devenir Lord Speaker lors des élections qui ont lieu à la fin de juin 2006, mais il est battu, la baronne Hayman a finalement gagné. 

## Mariages et enfants
Elton est marié à Anne Frances Tilney, fille de Robert Tilney, le 18 septembre 1958. Ils ont quatre enfants :
- Annabel Elton (née le 24 octobre 1960)
- Jane Elton (née le 15 janvier 1962)
- Lucy Elton (née le 19 décembre 1963)
- Edward Paget Elton (né le 28 mai 1966) héritier apparent de la baronnie

Après un divorce en 1979, Elton épouse le 24 août 1979 Susan Richenda Gurney (née en 1937), fille de Hugh Gurney (en) et petite-fille de Lancelot Carnegie. Il n'y a pas d'enfants de ce mariage. 
Richenda Elton est une dame de la chambre d'Élisabeth II. 